# Лопатинский, Ян Никодим
Ян Никодим Лопачинский (пол. Jan Nikodem Łopaciński; 15 сентября 1747 года, Сарья — 13 октября 1810 года, Шарковщина) — государственный деятель Великого княжества Литовского, последний староста мстиславский (1767—1772).

## Биография

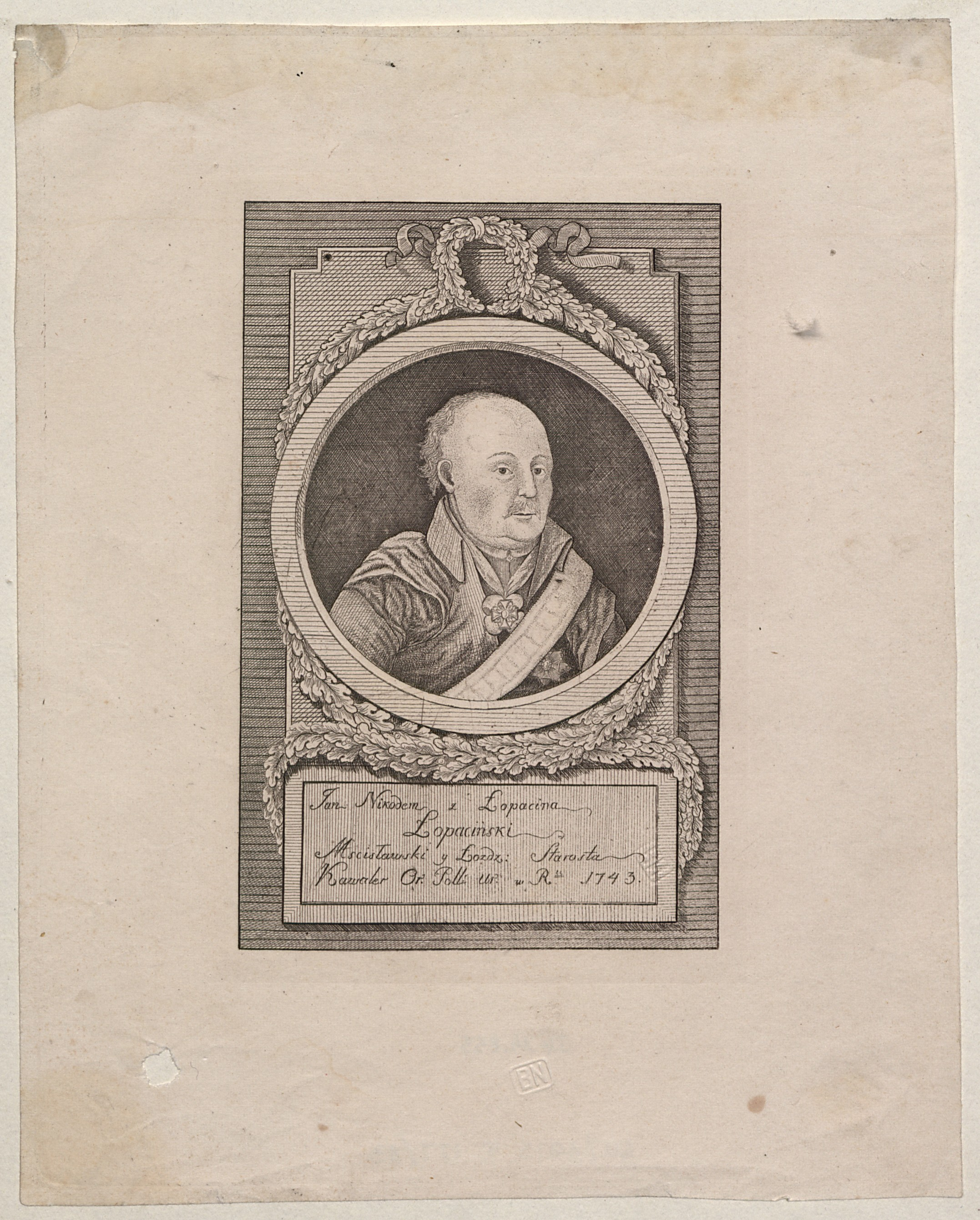
Ян Никодим Лопатинский (1747—1810)

Представитель дворянского рода Лопатинских герба «Любич». Сын воеводы берестейского Николая Тадеуша Лопатинского (1715—1778) и Барбары Копец (1727—1799), дочери писаря литовского Михаила Антония Копца (+ 1727) и Анны Нарамовской. У него было три брата (среди них — епископ жмудский Юзеф Леон Лопатинский) и две сестры.
В 1766 году — вице-маршал Главного Трибунала Великого Княжества Литовского, в 1768 году — депутат на сейм от Мстиславского воеводства, в 1781 году — вновь депутат Главного Трибунала ВКЛ. С 1767 по 1772 год — был последним старостой мстиславским.
В 1778 году он был награжден орденом Святого Станислава, а в 1787 году — кавалер Ордена Белого орла. В 1791 году под Леонполом он поставил колонну в честь Конституции 3 мая. Основатель ткацкой мануфактуры в Леонполе. Занимался гравировкой, живописью и скульптурой, был меценатом искусства и коллекционером. Более поздний период жизни провел в своем имении в Шарковщине.
Основатель шарковщинской линии рода Лопатинских.

## Браки и дети

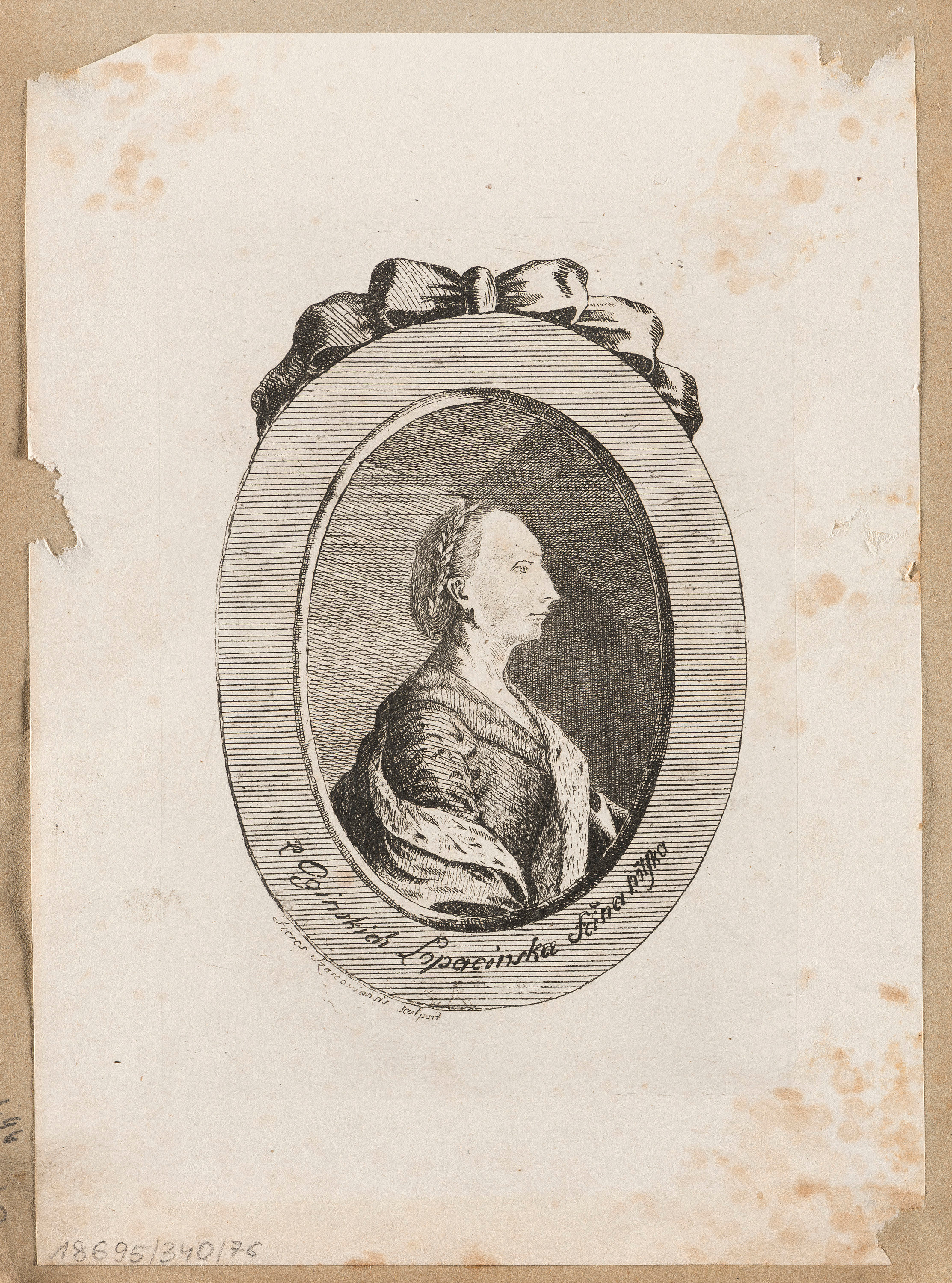
Юзефа Лопатинская (урожденная — княгиня Огинская), вторая жена Яна Никодима Лопатинского

Дважды женат. 24 августа 1770 года в Вильно женился на княгине Хелене Виктории Огинской (1752—1788), дочери старосты дорсунского князя Юзефа Огинского (1713—1776) и Антонины Белозор.
После смерти жены он снова женился на княгине Юзефе Софии Огинской (ок. 1770 — ок. 1846), дочери воеводы тракского, князя Андрея Игнатия Огинского (1740—1787), и Паулы Анны Барбары Шембек (1737—1798), вдове старосты дорсунского, князя Игнацы Огинского (1755—1787). Юзефа была родной сестрой композитора Михаила Клеофаса Огинского.
Дети от первого брака:
- Барбара Текла Кунегунда Лопатинская (1771—1828)
- Антонина Мария Урсула Лопатинская
- Юзеф Тадеуш Лопатинский
- Анна Виктория Лопатинская
- Мария Юдита Лопатинская
- Николай Лопатинский
- Томаш Франтишек Лопатинский
- Аниела Лопатинская
- Юзефа Мария Лопатинская

Дети от второго брака:
- Изабелла Марианна Лопатинская (1792—1802)
- Текла Франциска Кристина Лопатинская (1797—1885)
- Игнацы Лопатинский (1798—1845)
- Антоний Лопатинский
- Доминик Тадеуш Якуб Лопатинский (1801—1822)